# Experience Music Project and Science Fiction Museum and Hall of Fame
L'Experience Music Project and Science Fiction Museum and Hall of Fame (EMP/SFM), è un museo situato a Seattle dedicato alla fantascienza e alla popular music. L'edificio, progettato da Frank Gehry, si trova nel Seatte Center, vicino allo Space Needle e alla Monorotaia di Seattle che attraversa l'edificio stesso.

## Experience Music Project
Il museo contiene prevalentemente cimeli della storia del rock, con una particolare attenzione a tutte le band e i musicisti originari della città come Jimi Hendrix, i Nirvana, i Pearl Jam, i Foo Fighters e gli Alice in Chains.

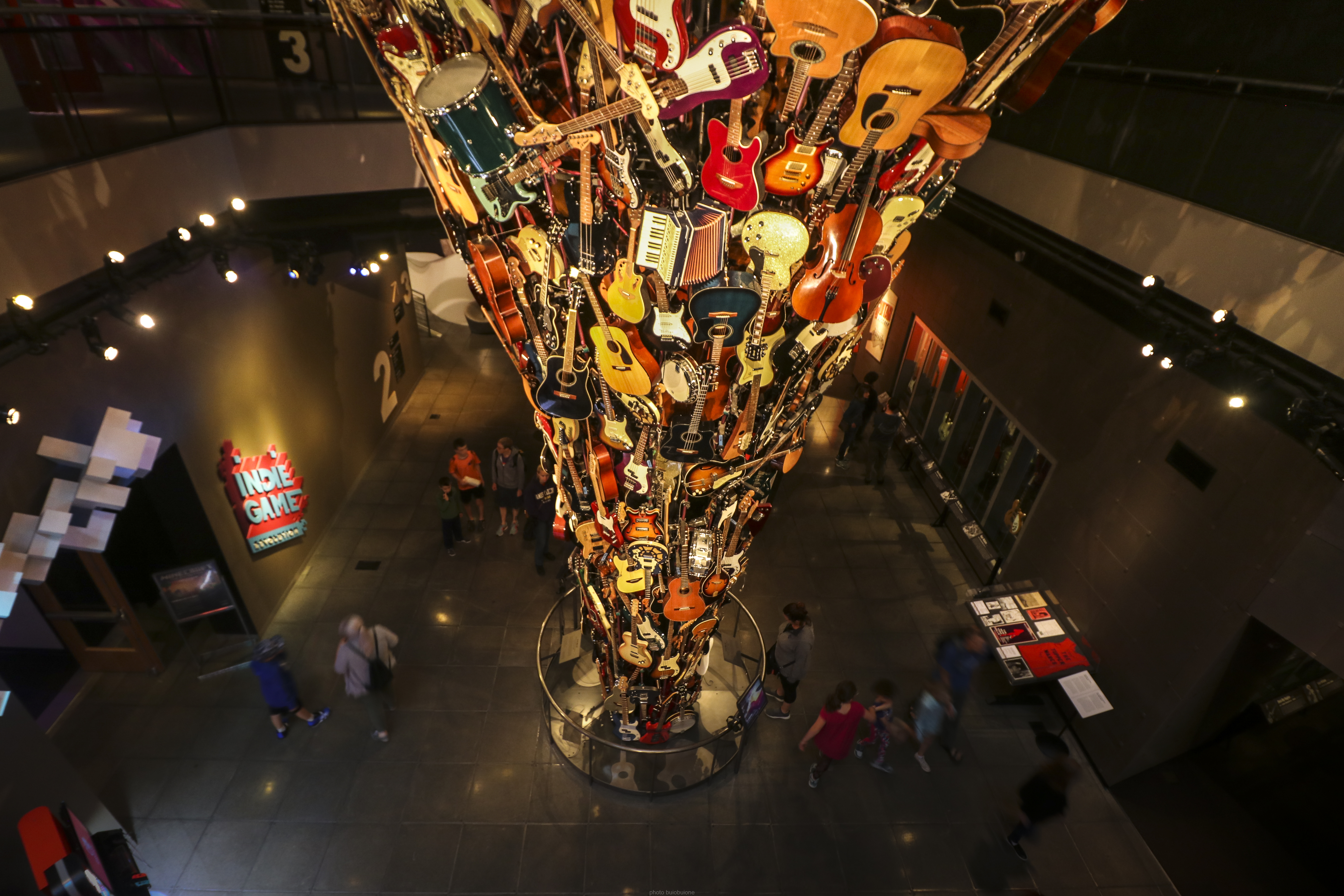
Scultura di chitarre al MoPOP

## Science Fiction Museum
Il museo di fantascienza è attualmente uno dei rarissimi musei del mondo su questo tema. Il museo aprì nel 2004 e fu finanziato dal cofondatore di Microsoft Paul Allen e oggi conta dei consulenti del calibro di Steven Spielberg, Ray Bradbury, James Cameron e George Lucas.

## Architettura
La struttura ricorda molto da vicino altri complessi realizzati da Frank Gehry come la Walt Disney Concert Hall, il Guggenheim Museum di Bilbao o la Gehry Tower a causa della forma molto particolare e per via dell'utilizzo dell'acciaio come materiale di rivestimento. L'edificio è stato accolto in maniera contrastante, suscitando sia approvazione che aspre critiche.